# قائمة مستشاري النمسا
- كان رينر أول مستشار لـ جمهورية النمسا الألمانية، والجمهورية الأولى والجمهورية الثانية
- حول دولفوس الجمهورية الأولى إلى الديكتاتورية وهو شخصية رئيسية في الفاشية
- كان كورتس أصغر رئيس حكومة في النمسا.
- يعتبر كريسكي أنجح زعيم اشتراكي في النمسا[1]

مستشار النمسا هو رئيس حكومة النمسا، ويعينه الرئيس وهو الرئيس التنفيذي الفعلي للبلاد. يترأس المستشار مجلس الوزراء الذي يضم نائب المستشار والوزراء.
بعد الحرب العالمية الأولى، أنشئ المنصب من قبل الجمعية الوطنية المؤقتة في 30 أكتوبر 1918 وعُين مستشارًا للدولة لجمهورية النمسا الألمانية، عيين المستشار الأول كارل رينر مجلس الدولة. بعد أن رفضت دول الحلفاء اندماج النمسا في جمهورية فايمار، شكلت الدولة الجمهورية النمساوية الأولى وأعيد تسمية المنصب من مستشار الدولة إلى المستشار الاتحادي. أول مستشار اتحادي كان ميشايل ماير. كان هناك عشرة مستشارين خدموا في ظل الجمهورية الأولى حتى أنشأ المستشار إنغلبرت دولفوس دولة النمسا الاتحادية الاستبدادية والديكتاتورية. بعد اغتيال دولفوس على يد الاشتراكيين الوطنيين النمساويين، خلفهكورت شوشنيج وأيد الديكتاتورية. استبدل شوشنيج بـأرتور زايس إنكفارت، القائم بالأعمال النازي الذي شغل المنصب لمدة يومين، حتى ضمت النمسا إلى ألمانيا النازية.
فقدت النمسا في ظل الاشتراكية الوطنية نظامها الجمهوري الأصلي وكان يديرها حاكم الرايخ أرتور زايس إنكفارت (1938-1939) وجوزيف بوركل (1939-1940) وبالدور فون شيراخ (1940-1945). في عام 1940 تغيير اسم الدولة إلى أوستمارك وفقدت استقلالها تمامًا وأصبحت قسمًا فرعيًا لألمانيا النازية.
 بعد هجوم فيينا واستسلام ألمانيا النازية عام 1945، أعادت النمسا النظام الجمهوري. ولكن ظلت النمسا تحت احتلال الحلفاء حتى عام 1955 وبالتالي ظلت سيادة البلاد في نهاية المطاف تحت سيطرة مجلس مراقبة الحلفاء.

## قائمة المستشارين
|                                                                       | الصورة                                                  | الاسم                                   | استلم المنصب   | ترك المنصب     | الحزب                               | الانتخابات | الائتلاف | مراجع وملاحظات                   |
| --------------------------------------------------------------------- | ------------------------------------------------------- | --------------------------------------- | -------------- | -------------- | ----------------------------------- | ---------- | --- | -------------------------------- |
| 1                                                                     | Portrait of Karl Renner (1905)                          | كارل رينر (1870–1950)                   | 30 أكتوبر 1918 | 7 يوليو 1920   | الحزب الديمقراطي الاجتماعي النمساوي | 1919       | • الحزب الديمقراطي الاجتماعي • الحزب الاجتماعي المسيحي • حزب الشعب الألماني الأكبر                                                                       | [ 14 ] [ 15 ] [ 16 ] [ ا ] [ ب ] |
| 2                                                                     | Photograph of Mayr (before 1922)                        | ميشايل ماير (1864–1922)                 | 7 يوليو 1920   | 21 يونيو 1921  | الحزب الاجتماعي المسيحي             | 1920       | • الحزب الاجتماعي المسيحي • الحزب الديمقراطي الاجتماعي                                                                                                   | [ 17 ] [ ج ]                     |
| 3                                                                     | Portrait of Schober (circa 1922)                        | يوهان شوبر (1874–1932)                  | 21 يونيو 1921  | 26 يناير 1922  | مستقل                               | –          | • الحزب الاجتماعي المسيحي • حزب الشعب الألماني الأكبر • تكنوقراطية                                                                                       | [ 18 ]                           |
| -                                                                     | Portrait of Walter Breisky (1927)                       | والتر بريسكي (1871–1944) بالوكالة       | 26 يناير 1922  | 27 يناير 1922  | الحزب الاجتماعي المسيحي             | –          | • الحزب الاجتماعي المسيحي • حزب الشعب الألماني الأكبر | [ 18 ]                           |
| (3)                                                                   | Portrait of Schober (circa 1922)                        | يوهان شوبر (1874–1932)                  | 27 يناير 1922  | 31 مايو 1922   | مستقل                               | –          | • الحزب الاجتماعي المسيحي • حزب الشعب الألماني الأكبر • تكنوقراطية                                                                                       | [ 18 ]                           |
| 4                                                                     | Portrait of Seipel                                      | إغناتس زايبل (1876–1932)                | 31 مايو 1922   | 20 نوفمبر 1924 | الحزب الاجتماعي المسيحي             | 1923       | • الحزب الاجتماعي المسيحي • حزب الشعب الألماني الأكبر • تكنوقراطية                                                                                       | [ 19 ]                           |
| 5                                                                     | Illustration of Ramek (1924)                            | رودلف رامك (1881–1941)                  | 20 نوفمبر 1924 | 20 أكتوبر 1926 | الحزب الاجتماعي المسيحي             | –          | • الحزب الاجتماعي المسيحي • حزب الشعب الألماني الأكبر | [ 20 ]                           |
| (4)                                                                   | Portrait of Seipel                                      | إغناتس زايبل (1876–1932)                | 20 أكتوبر 1926 | 4 مايو 1929    | الحزب الاجتماعي المسيحي             | 1927       | • الحزب الاجتماعي المسيحي • حزب الشعب الألماني الأكبر • اتحاد الأرض                                                                                      |                                  |
| 6                                                                     | Portrait of Streeruwitz (1929)                          | إرنست شتريروفيتس (1874–1952)            | 4 مايو 1929    | 26 سبتمبر 1929 | الحزب الاجتماعي المسيحي             | –          | • الحزب الاجتماعي المسيحي • اتحاد الأرض | [ 21 ]                           |
| (3)                                                                   | Oil painting of Schober (1931)                          | يوهان شوبر (1874–1932)                  | 26 سبتمبر 1929 | 30 سبتمبر 1930 | مستقل                               | –          | • الحزب الاجتماعي المسيحي |                                  |
| 7                                                                     | Photograph of Vaugoin (circa 1932-03)                   | كارل فوغوان (1873–1949)                 | 30 سبتمبر 1930 | 4 ديسمبر 1930  | الحزب الاجتماعي المسيحي             | –          | • الحزب الاجتماعي المسيحي | [ 22 ]                           |
| 8                                                                     | Photograph of Ender (1929)                              | أوتو إندر (1875–1960)                   | 4 ديسمبر 1930  | 20 يونيو 1931  | الحزب الاجتماعي المسيحي             | 1930       | • الحزب الاجتماعي المسيحي | [ 23 ]                           |
| 9                                                                     | Portrait of Buresch (1932)                              | كارل بوريش (1878–1936)                  | 20 يونيو 1931  | 20 مايو 1932   | الحزب الاجتماعي المسيحي             | –          | • الحزب الاجتماعي المسيحي • اتحاد الأرض | [ 24 ]                           |
| 10                                                                    |                                                         | إنغلبرت دولفوس (1892–1934)              | 20 مايو 1932   | 25 يوليو 1934  | الحزب الاجتماعي المسيحي             | –          | • الحزب الاجتماعي المسيحي • اتحاد الأرض • هيموير 20 مايو 1932 – 1 مايو 1934 • جبهة الوطن 1 مايو 1934 – 25 يوليو 1934                                     | [ 24 ]                           |
|                                                                       | جبهة الوطن                                              | إنغلبرت دولفوس (1892–1934)              | 20 مايو 1932   | 25 يوليو 1934  |                                     | –          | • الحزب الاجتماعي المسيحي • اتحاد الأرض • هيموير 20 مايو 1932 – 1 مايو 1934 • جبهة الوطن 1 مايو 1934 – 25 يوليو 1934                                     | [ 24 ]                           |
|                                                                       | Photograph of Schuschnigg (1936)                        | كورت شوشنيغ (1897–1977) بالوكالة        | 25 يوليو 1934  | 29 يوليو 1934  | جبهة الوطن                          | –          | • جبهة الوطن ‏ | [ 25 ]                           |
| 11                                                                    | Photograph of Schuschnigg (1936)                        | كورت شوشنيغ (1897–1977)                 | 29 يوليو 1934  | 11 مارس 1938   | جبهة الوطن                          | –          | • جبهة الوطن | [ 25 ]                           |
| 12                                                                    | Photograph of Seyss-Inquart                             | أرتور زايس إنكفارت (1892–1946)          | 11 مارس 1938   | 13 مارس 1938   | الحزب النازي                        | –          | • الحزب النازي | [ 26 ] [ 27 ]                    |
| كانت النمسا جزءًا من ألمانيا النازية من 12 مارس 1938 إلى 13 أبريل 1945 |                                                         |                                         |                |                |                                     |            | |                                  |
| 1                                                                     | Portrait of Karl Renner (1905)                          | كارل رينر (1870–1950)                   | 27 أبريل 1945  | 20 ديسمبر 1945 | الحزب الديمقراطي الاجتماعي النمساوي | –          | • الحزب الديمقراطي الاجتماعي النمساوي • حزب الشعب النمساوي • الحزب الشيوعي النمساوي                                                                      | [ 28 ] [ 29 ] [ 30 ] [ د ]       |
| 13                                                                    | Photograph of Figl (after 1962)                         | ليوبولد فيغل (1902–1965)                | 20 ديسمبر 1945 | 2 أبريل 1953   | حزب الشعب النمساوي                  | 1945       | • حزب الشعب النمساوي • الحزب الديمقراطي الاجتماعي النمساوي                                                                                               | [ 31 ]                           |
| 13                                                                    | Photograph of Figl (after 1962)                         | ليوبولد فيغل (1902–1965)                | 20 ديسمبر 1945 | 2 أبريل 1953   | حزب الشعب النمساوي                  | 1949       | • حزب الشعب النمساوي • الحزب الديمقراطي الاجتماعي النمساوي                                                                                               | [ 31 ]                           |
| 14                                                                    | Photograph of Raab (1961)                               | يوليوس راب (1891–1964)                  | 2 أبريل 1953   | 11 أبريل 1961  | حزب الشعب النمساوي                  | 1953       | • حزب الشعب النمساوي • الحزب الديمقراطي الاجتماعي النمساوي                                                                                               | [ 32 ]                           |
| 14                                                                    | Photograph of Raab (1961)                               | يوليوس راب (1891–1964)                  | 2 أبريل 1953   | 11 أبريل 1961  | حزب الشعب النمساوي                  | 1956       | • حزب الشعب النمساوي • الحزب الديمقراطي الاجتماعي النمساوي                                                                                               | [ 32 ]                           |
| 14                                                                    | Photograph of Raab (1961)                               | يوليوس راب (1891–1964)                  | 2 أبريل 1953   | 11 أبريل 1961  | حزب الشعب النمساوي                  | 1959       | • حزب الشعب النمساوي • الحزب الديمقراطي الاجتماعي النمساوي                                                                                               | [ 32 ]                           |
| 15                                                                    | Photograph of Gorbach (1965)                            | ألفونس غورباخ (1898–1972)               | 11 أبريل 1961  | 2 أبريل 1964   | حزب الشعب النمساوي                  | 1962       | • حزب الشعب النمساوي • الحزب الديمقراطي الاجتماعي النمساوي                                                                                               | [ 33 ]                           |
| 16                                                                    | Photograph of Klaus (1964)                              | يوزف كلاوس (1910–2001)                  | 2 أبريل 1964   | 21 أبريل 1970  | حزب الشعب النمساوي                  | –          | • حزب الشعب النمساوي • الحزب الديمقراطي الاجتماعي النمساوي                                                                                               | [ 34 ]                           |
| 16                                                                    | Photograph of Klaus (1964)                              | يوزف كلاوس (1910–2001)                  | 2 أبريل 1964   | 21 أبريل 1970  | حزب الشعب النمساوي                  | 1966       | • حزب الشعب النمساوي | [ 34 ]                           |
| 17                                                                    | Kreisky at an elections campaign (1983)                 | برونو كرايسكي (1911–1990)               | 21 أبريل 1970  | 24 مايو 1983   | الحزب الديمقراطي الاجتماعي النمساوي | 1970       | • الحزب الديمقراطي الاجتماعي النمساوي | [ 35 ]                           |
| 17                                                                    | Kreisky at an elections campaign (1983)                 | برونو كرايسكي (1911–1990)               | 21 أبريل 1970  | 24 مايو 1983   | الحزب الديمقراطي الاجتماعي النمساوي | 1971       | • الحزب الديمقراطي الاجتماعي النمساوي | [ 35 ]                           |
| 17                                                                    | Kreisky at an elections campaign (1983)                 | برونو كرايسكي (1911–1990)               | 21 أبريل 1970  | 24 مايو 1983   | الحزب الديمقراطي الاجتماعي النمساوي | 1975       | • الحزب الديمقراطي الاجتماعي النمساوي | [ 35 ]                           |
| 17                                                                    | Kreisky at an elections campaign (1983)                 | برونو كرايسكي (1911–1990)               | 21 أبريل 1970  | 24 مايو 1983   | الحزب الديمقراطي الاجتماعي النمساوي | 1979       | • الحزب الديمقراطي الاجتماعي النمساوي | [ 35 ]                           |
| 18                                                                    | Photograph of Sinowatz                                  | فريد سينوفاتز (1929–2008)               | 24 مايو 1983   | 16 يونيو 1986  | الحزب الديمقراطي الاجتماعي النمساوي | 1983       | • الحزب الديمقراطي الاجتماعي النمساوي • حزب الحرية النمساوي                                                                                              | [ 36 ]                           |
| 19                                                                    | Photograph of Vranitzky                                 | فرانتس فرانيتسكي (مواليد 1937)          | 16 يونيو 1986  | 28 يناير 1997  | الحزب الديمقراطي الاجتماعي النمساوي | 1986       | • الحزب الديمقراطي الاجتماعي النمساوي • حزب الحرية النمساوي                                                                                              | [ 37 ]                           |
| 19                                                                    | Photograph of Vranitzky                                 | فرانتس فرانيتسكي (مواليد 1937)          | 16 يونيو 1986  | 28 يناير 1997  | الحزب الديمقراطي الاجتماعي النمساوي | 1990       | • الحزب الديمقراطي الاجتماعي النمساوي • حزب الشعب النمساوي                                                                                               | [ 37 ]                           |
| 19                                                                    | Photograph of Vranitzky                                 | فرانتس فرانيتسكي (مواليد 1937)          | 16 يونيو 1986  | 28 يناير 1997  | الحزب الديمقراطي الاجتماعي النمساوي | 1994       | • الحزب الديمقراطي الاجتماعي النمساوي • حزب الشعب النمساوي                                                                                               | [ 37 ]                           |
| 19                                                                    | Photograph of Vranitzky                                 | فرانتس فرانيتسكي (مواليد 1937)          | 16 يونيو 1986  | 28 يناير 1997  | الحزب الديمقراطي الاجتماعي النمساوي | 1995       | • الحزب الديمقراطي الاجتماعي النمساوي • حزب الشعب النمساوي                                                                                               | [ 37 ]                           |
| 20                                                                    | Photograph of Klima (1988)                              | فيكتور كليما (مواليد 1947)              | 28 يناير 1997  | 4 فبراير 2000  | الحزب الديمقراطي الاجتماعي النمساوي | –          | • الحزب الديمقراطي الاجتماعي النمساوي • حزب الشعب النمساوي                                                                                               | [ 38 ]                           |
| 21                                                                    | Photograph of Schüssel (2006)                           | فولفغانغ شوسل (مواليد 1945)             | 4 فبراير 2000  | 11 يناير 2007  | حزب الشعب النمساوي                  | 1999       | • حزب الشعب النمساوي • حزب الحرية النمساوي 4 فبراير 2000 – 3 أبريل 2005 • حزب الشعب النمساوي • التحالف من أجل مستقبل النمسا 3 أبريل 2005 – 11 يناير 2007 | [ 39 ]                           |
| 21                                                                    | Photograph of Schüssel (2006)                           | فولفغانغ شوسل (مواليد 1945)             | 4 فبراير 2000  | 11 يناير 2007  | حزب الشعب النمساوي                  | 2002       | • حزب الشعب النمساوي • حزب الحرية النمساوي 4 فبراير 2000 – 3 أبريل 2005 • حزب الشعب النمساوي • التحالف من أجل مستقبل النمسا 3 أبريل 2005 – 11 يناير 2007 | [ 39 ]                           |
| 22                                                                    | Photograph of Gusenbauer (2008)                         | ألفرد غوسنباور (مواليد 1960)            | 11 يناير 2007  | 2 ديسمبر 2008  | الحزب الديمقراطي الاجتماعي النمساوي | 2006       | • الحزب الديمقراطي الاجتماعي • حزب الشعب | [ 40 ]                           |
| 23                                                                    | Portrait of Faymann (2008)                              | فيرنر فايمان (مواليد 1960)              | 2 ديسمبر 2008  | 9 مايو 2016    | الحزب الديمقراطي الاجتماعي النمساوي | 2008       | • الحزب الديمقراطي الاجتماعي النمساوي • حزب الشعب النمساوي                                                                                               | [ 41 ]                           |
| 23                                                                    | Portrait of Faymann (2008)                              | فيرنر فايمان (مواليد 1960)              | 2 ديسمبر 2008  | 9 مايو 2016    | الحزب الديمقراطي الاجتماعي النمساوي | 2013       | • الحزب الديمقراطي الاجتماعي النمساوي • حزب الشعب النمساوي                                                                                               | [ 41 ]                           |
| -                                                                     | Photograph of Mitterlehner (2015)                       | رينهولد ميترلينر (مواليد 1955) بالوكالة | 9 مايو 2016    | 17 مايو 2016   | حزب الشعب النمساوي                  | –          | • حزب الشعب النمساوي • الحزب الديمقراطي الاجتماعي | [ 42 ] [ 43 ]                    |
| 24                                                                    | Portrait of Kern (2016)                                 | كريستيان كيرن (مواليد 1966)             | 17 مايو 2016   | 18 ديسمبر 2017 | الحزب الديمقراطي الاجتماعي النمساوي | –          | • حزب الشعب النمساوي • الحزب الديمقراطي الاجتماعي | [ 44 ]                           |
| 25                                                                    | Kurz with Russian President Putin in the Kremlin (2018) | سيباستيان كورتس (مواليد 1986)           | 18 ديسمبر 2017 | 28 مايو 2019   | حزب الشعب النمساوي                  | 2017       | • حزب الشعب النمساوي • حزب الحرية18 ديسمبر 2017 – 22 مايو 2019• حزب الشعب 22 مايو 2019 – 28 مايو 2019                                                    | [ 45 ]                           |
| -                                                                     |                                                         | هارتويج لوجر (مواليد 1965) بالوكالة     | 28 مايو 2019   | 3 يونيو 2019   | حزب الشعب النمساوي                  | –          | • حزب الشعب النمساوي | [ 46 ] [ 47 ]                    |
| 26                                                                    |                                                         | بريجيت بيرلين (مواليد 1949)             | 3 يونيو 2019   | 7 يناير 2020   | مستقل                               | –          | • تكنوقراطية | [ 48 ] [ 49 ]                    |
| (25)                                                                  | Kurz with Russian President Putin in the Kremlin (2018) | سيباستيان كورتس (مواليد 1986)           | 7 يناير 2020   | 11 أكتوبر 2021 | حزب الشعب النمساوي                  | 2019       | • حزب الشعب النمساوي • الخضر | [ 45 ]                           |
| 27                                                                    |                                                         | ألكسندر شالنبيرغ (مواليد 1969)          | 11 أكتوبر 2021 | 6 ديسمبر 2021  | حزب الشعب النمساوي                  | –          | • حزب الشعب النمساوي • الخضر | [ 50 ]                           |
| 28                                                                    |                                                         | كارل نيهامر (مواليد 1972)               | 6 ديسمبر 2021  | 10 يناير 2025  | حزب الشعب النمساوي                  | –          | • حزب الشعب • الخضر | [ 51 ]                           |
| -                                                                     |                                                         | ألكسندر شالنبيرغ (مواليد 1969) بالوكالة | 10 يناير 2025  | 3 مارس 2025    | حزب الشعب النمساوي                  | –          | •حزب الشعب • الخضر | [ 52 ]                           |
| 29                                                                    |                                                         | كريستيان ستوكر (مواليد 1960)            | 3 مارس 2025    | في المنصب      | حزب الشعب النمساوي                  | 2024       | ستوكر • حزب الشعب النمساوي • الحزب الديمقراطي الاجتماعي النمساوي • نيوس                                                                                  | [ 53 ]                           |